# وزارة محمد توفيق نسيم باشا الأولى
وزارة محمد توفيق نسيم باشا الأولى هي الوزارة السابعة والعشرون في مصر، صدر الأمر السلطاني بتشكيلها في 21 مايو 1920.

## أعضاء الحكومة
| الوزارة               | الوزير                                                    |
| --------------------- | --------------------------------------------------------- |
| رئيس مجلس الوزراء     | محمد توفيق نسيم باشا                                      |
| وزير الداخلية         | محمد توفيق نسيم باشا (إلى جانب منصبه رئيسًا لمجلس الوزراء) |
| وزير الحقانية         | أحمد ذو الفقار باشا                                       |
| وزير المالية          | محمود فخري باشا                                           |
| وزير الأشغال العمومية | محمد شفيق باشا                                            |
| وزير الحربية والبحرية | محمد شفيق باشا (إلى جانب منصبه وزيرًا للأشغال العمومية)    |
| وزير المعارف العمومية | محمد توفيق رفعت باشا                                      |
| وزير الأوقاف          | حسين درويش بك                                             |
| وزير الزراعة          | يوسف سليمان باشا                                          |
| وزير المواصلات        | أحمد زيور باشا                                            |

## وصلات داخلية
- قائمة رؤساء مجلس وزراء مصر